# Братулени (Јаши)
Братулени (рум. Brătuleni) насеље је у Румунији у округу Јаши у општини Мирослава. Oпштина се налази на надморској висини од 59 m.

## Становништво
Према подацима из 2002. године у насељу је живело 290 становника, од којих су сви румунске националности.